# Nieuw-Borgvliet
Nieuw-Borgvliet is een van de wijken en buurten in Bergen op Zoom. De buurt bevindt zich ten zuiden van het centrum en telde in 2023 2.565 inwoners.

## Geschiedenis
Ten zuiden van de stad van Bergen op Zoom lag buiten de omwalling de bij de stad behorende buitenpoorterij. Het gebied bestond voornamelijk uit bos- en heidegronden maar er was ook enige bewoning. In de 19e eeuw ontwikkelde zich hier een nieuwe woonkern, Nieuwdorp geheten.
Dit Nieuwdorp werd later Nieuw-Borgvliet genoemd, naar de nederzetting Oud-Borgvliet die ten zuidwesten van de stad gelegen was. Het bestond oorspronkelijk voornamelijk uit lintbebouwing langs de Rembrandtstraat en de Oude Huijbergsebaan. Daarnaast is er de Antwerpsestraatweg, een doorgaande verbindingsweg in zuidelijke richting. In de tweede helft van de negentiende eeuw en in de jaren 50 van de twintigste eeuw werden woningen gebouwd in het oostelijk deel van Nieuw-Borgvliet. De straatnamen werden ontleend aan de Griekse mythologie: Olympialaan, Achillesstraat. Daarnaast is er de Zeeheldenbuurt die dateert uit 1923, ook wel de Jordaan genoemd.
Het toegenomen inwonersaantal maakte de oprichting van een nieuwe parochie noodzakelijk. Dit geschiedde in 1864 en in 1865 werd de Antonius Abtkerk gebouwd aan de Rembrandtstraat 52. Deze werd in 1930 vervangen door een nieuwe kerk, die na oorlogsschade ingrijpend gewijzigd werd in 1951. In 2000 werd het gebouw aan de eredienst onttrokken en het fungeert anno 2013 als wijkcentrum. De bewoners van Nieuw-Borgvliet beschouwen hun wijk overigens nog steeds als een afzonderlijk dorp, omdat het door de aanwezigheid van de voormalige Cort Heyligers Kazerne en van sportpark Rozenoord enigszins afgezonderd van de binnenstad ligt. Ook de spoorlijn Roosendaal - Vlissingen vormt een barrière. Aan de oostkant vindt men waterwingebied De Mondaf.
In Nieuw-Borgvliet bevindt zich, niet ver van de kerk, aan de Oude Huijbergsebaan 227, de korenmolen De Twee Vrienden, een ronde stenen molen uit 1890. Deze kwam in de plaats van de vroegere Heimolen, welke vanaf omstreeks 1650 als banmolen fungeerde.
Aan de Antwerpsestraatweg werd in 1903 een gebouw betrokken door de Priestercongregatie van het Heilig Hart van Jezus. Deze vestigde er een kleinseminarie, dat later, tot de jaren tachtig, als gymnasium heeft bestaan. In de volksmond werd het Juvenaat genoemd.

## Externe bron
- Bestemmingsplan Nieuw-Borgvliet